# نظریه‌های تغییر انگیزش
در روان‌شناسی اجتماعی موضوع تغییر انگیزش در چارچوب چندین الگو مورد بحث قرار گرفته‌است. ما در اینجا یک دسته از این الگوها را به صورت تفصیلی معرفی می‌کنیم.

## 1- نظریه محرک - پاسخ
نظریه‌های محرک - پاسخ بیشتر بر روابط بین محرک‌های ویژه با پاسخ‌های خاص تأکید دارد. از این نظر هر رفتار قابل تجزیه شدن به واحدهای عادتی خاص یا پاسخهای قابل تفکیک از هم است. اگر پاسخی به تقویت منجر شود، احتمال وقوع دوباره آن زیادتر است.

## 2- نظریه مشوقها و تعارضها
این نظریه به تغییر نگرش‌ها مربوط می‌شود. این چارچوب نظری موقعیت نگرش را بر حسب یک تعارض گرایش -اجتنابی در نظر می‌گیرد. یک فرد دلایل معینی برای قبول یک موضوع یا رد یک موضوع دارد.

## ب: الگوهای شناختی تغییر نگرش

### 1-نظریه تعادل
شکلی از الگوی هماهنگی شناختی که به وسیلهٔ فریتس هایدر (۱۹۵۸) عنوان شده‌است، نظریهٔ تعادل نام دارد. نکته اصلی در این دیدگاه و دیگر دیدگاههای هماهنگی شناختی این است که در نظام شناختی هر فرد، تمایلی نسبت به حرکت از یک حالت عدم هماهنگی به سوی یک حالت هماهنگی، وجود دارد.
نظریه تعادل بر این باور است که یک سیستم از حالت عدم تعادل به سوی یک حالت تعادل حرکت می‌کند.

### 2-نظریه توافق
این دیدگاه به وسیله آزگود و تانن بوم (۱۹۵۵) عرضه شده. این دیدگاه نسبت به دیدگاه تعادل ساده‌تر است؛ تقریباً به‌طور کامل توجه خود را به اثری که یک فرد با موضعی مثبت یا منفی نسبت به یک شی یا شخص دارد، متمرکز کرده‌است. یعنی وقتی شخص الف چیزی خوب یا بد دربارهٔ شخص ب می‌گوید، این سخن چه اثری بر روی نگرش شخص دیگر نسبت به الف و ب می‌گذارد؟